# Статив (изобразително изкуство)
 За употребата на стативи в други области вижте Статив.  
Художническият статив е приспособление, върху което художникът поставя рисунката или картината, която изработва. Понякога на статива са предвидени места за поставяне на палитра, четки и бои. Стативът е характерен инструмент за кавалетното изкуство.
Обикновено стативът е изработен от дърво. Разпространени варианти са триножникът (известен още от антични времена) и стативът от вертикални стойки и хоризонтални укрепващи летви.